# Хавик, Пётр
Пётр Хавик (нидерл. Piotr Havik; род. 7 июля 1994, Гауда,  провинции Южная Голландия, Нидерланды) — нидерландский шоссейный велогонщик.

## Достижения
2011
1-й - Ronde des vallées (юниоры)
2012
1-й - Circuit Mandel-Lys-Escaut (юниоры)
1-й - Tour de Basse-Saxe juniors (юниоры) - ГК
1-й - Rothaus Regio-Tour (юниоры) - ГК
1-й - этап 2
2-й - La Bernaudeau Junior (юниоры)
2-й - Trophée Centre Morbihan (юниоры)
2-й - Trois jours d'Axel (юниоры)
3-й - Kuurnse Leieomloop (юниоры)
2014
2-й - Trois jours d'Axel
3-й - Чемпионат Нидерландов по шоссейному велоспорту — Групповая гонка (U-23)
7-й - Tour de la province de Valence (U-23)
1-й - этап 1
2017
1-й - Arden Challenge  - ГК
1-й - этап 2
2-й - Grand Prix Briek Schotte
3-й - Boucle de l'Artois
| ГК | Генеральная классификация |